# Gorah Salathian
Gorah Salathian là một thị xã và là nơi đặt ủy ban khu vực quy hoạch (notified area committee) của quận Jammu thuộc bang Jammu và Kashmir, Ấn Độ.

## Nhân khẩu
Theo điều tra dân số năm 2001 của Ấn Độ, Gorah Salathian có dân số 4121 người. Phái nam chiếm 51% tổng số dân và phái nữ chiếm 49%. Gorah Salathian có tỷ lệ 82% biết đọc biết viết, cao hơn tỷ lệ trung bình toàn quốc là 59,5%: tỷ lệ cho phái nam là 86%, và tỷ lệ cho phái nữ là 77%. Tại Gorah Salathian, 10% dân số nhỏ hơn 6 tuổi.